# Löffler-Denkmal

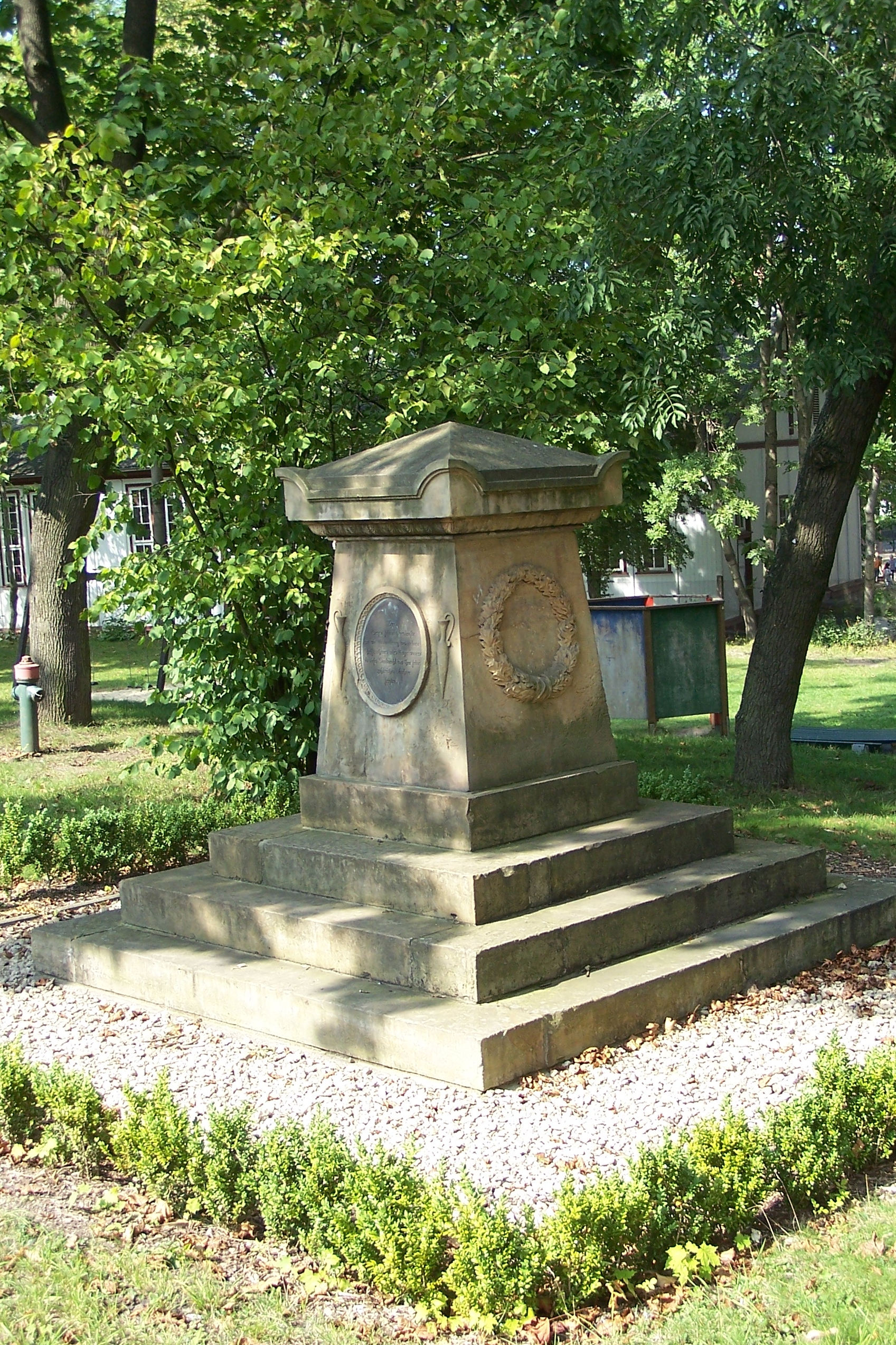
Das Löffler-Denkmal im Sommer 2011, links im Hintergrund das Kirchgebäude

Das Löffler-Denkmal in Gotha (Thüringen) ist ein Gedenkstein, er befindet sich an der Puschkinallee vor der Kreuzkirche, auf einem zur Löfflerschule gehörenden Grundstücksareal.

## Geschichte
Bis 1996 stand das Löffler-Denkmal im Innengarten des Augustinerklosters. Dann wurde beschlossen, den klassizistischen Fremdkörper an einem geeigneteren Ort aufzustellen. Er fand Platz in Schelihas Garten der 1892 eröffneten Löfflerschule. Das Denkmal wurde für den berühmten Gelehrten und Generalsuperintendenten für das Herzogliche Gotha, Dr. Josias Friedrich Christian Löffler, aufgestellt, der am 18. Januar 1752 in Saalfeld geboren wurde und am 4. Februar 1816 zu Gamstädt in Ausübung seines heiligen Berufes vor dem Altar starb. Zwei umgekehrte Fackeln, zwei Tränenkrüglein, Bild der aufgehenden Sonne und Eichenkranz zieren den Stein. Auf der vierten Seite dann die Worte: „Der Segen seiner Verdienste um die Ausbreitung des reinen Christentums wird länger dauern als dieses Denkmal, das ihm seine zahlreichen Verehrer setzten.“

## Bilder

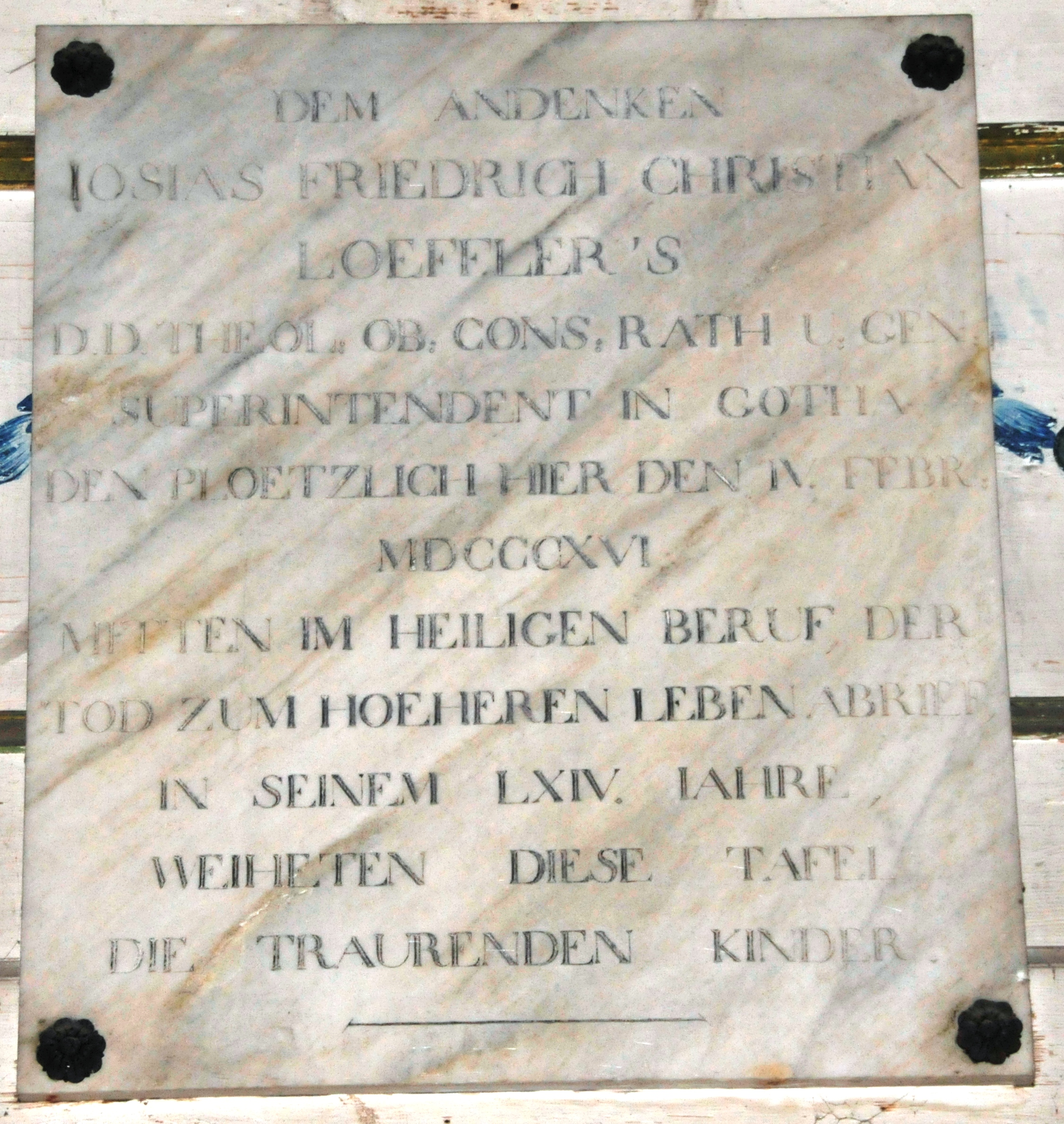
Löfflers Tafel in der Kirche zu Gamstädt
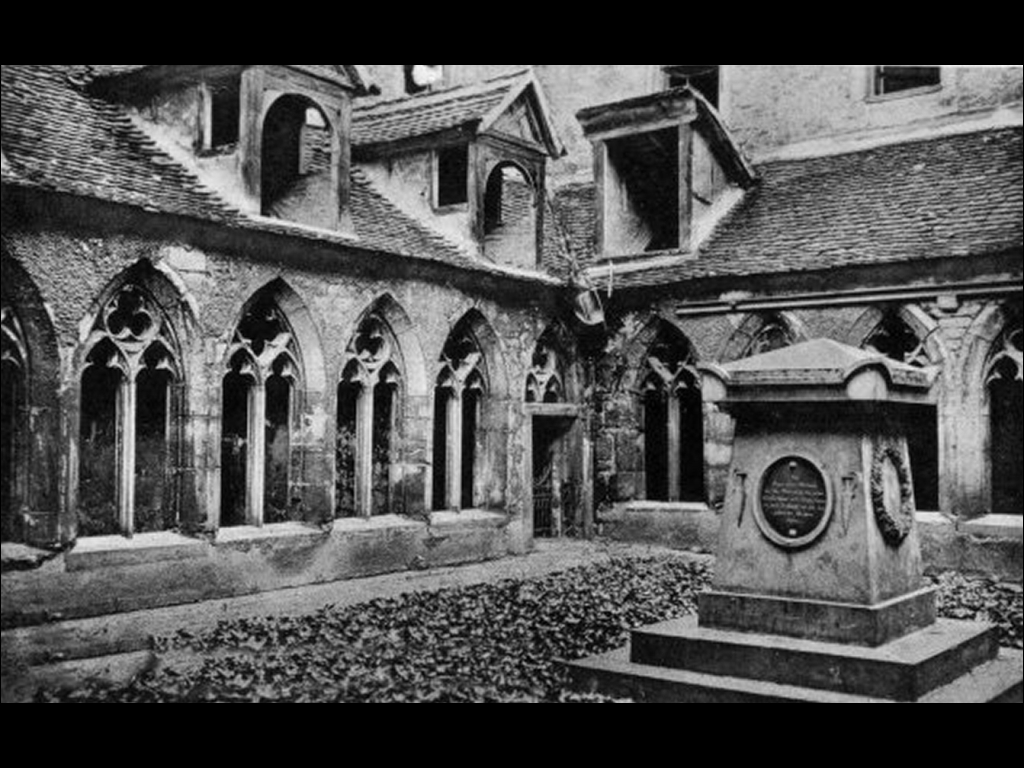
Löffler-Denkmal im Jahre 1899